# Општина Вернешти (Бузау)
Вернешти (рум. Verneşti) општина је у Румунији у округу Бузау.
Oпштина се налази на надморској висини од 159 m.